# Хргуд (планина)
Хргуд је планина у Источној Херцеговини, југозападно од Берковића, а североисточно од Стоца. Са јужне стране ограничена је стрмим одсеком према долини Брегаве, са источне стране такође стрмим одсеком према Дабарском пољу, а на северу се веже за огранке планине Сњежнице.
Планина обухвата површину око 30 км². Грађена је од кречњака горњекредне старости. Има неколико врхова преко 1.000 м поређаних према јужној страни. Највиши врх је Велики Парић (1.109 м), а ту се још Плеша (1.057 м), Бубањ (1.040 м), Градац (1.066 м) и Градина (1.077 м). Према северу се спушта испод 1.000 метара.
Планина се пружа у правцу исток-запад, а подељена је тако да западни део припада општини Столац у Федерацији Босне и Херцеговине, а источни општини Берковићи у Републици Српској.
Делимично је покривена шумом, нарочито у јужном делу, а има и доста пашњака и ливада. Насеља на планини су веома ретка.
У планину Хргуд је 26. фебруара 2004. ударио авион у којем се налазио председник Републике Македоније Борис Трајковски и македонска делегација. Несрећу нико није преживео.